# Tom Hulce
Thomas Edward "Tom" Hulce (/ˈhʊls/; sinh ngày 6 tháng 12 năm 1953) là một diễn viên, ca sĩ và nhà sản xuất rạp hát người Mỹ. Trong sự nghiệp diễn xuất, ông nổi tiếng nhất với các vai Larry "Pinto" Kroger trong Animal House (1978), vai diễn khắc họa Wolfgang Amadeus Mozart được đề cử Oscar trong Amadeus (1984) và lồng tiếng Quasimodo trong Thằng gù ở nhà thờ Đức Bà (1996) của Disney. Ông cũng sở hữu bốn đề cử Quả cầu vàng, một giải Emmy và một giải Tony. Hulce giải nghệ diễn xuất vào giữa thập niên 1990 để tập trung đạo diễn và sản xuất trên sân khấu kịch. Năm 2007, ông giành giải Tony trong vai trò nhà sản xuất của vở nhạc kịch Broadway Spring Awakening.

## Tiểu sử
Hulce sinh ra tại Detroit, Michigan (một số nguồn không chính xác nói là Whitewater, Wisconsin). Là con út trong bốn người con, ông lớn lên tại Plymouth, Michigan. Mẹ ông là Joanna (nhũ danh Winkleman) hát một thời gian với Dàn nhạc toàn nữ của Phil Spitalny, trong khi cha ông, Raymond Albert Hulce làm việc cho công ty Ford. Từ khi còn bé, ông muốn trở thành một ca sĩ, nhưng sau đó chuyển sang làm diễn viên sau khi giọng ông thay đổi ở tuổi dậy thì. Ông rời nhà năm 15 tuổi và theo học tại Viện Nghệ thuật Interlochen và Trường Nghệ thuật Bắc Carolina.

## Sự nghiệp

### Diễn xuất
Hulce có vai diễn đầu tay vào năm 1975 khi đóng với Anthony Perkins trong vở kịch Equus tại Broadway. Trong suốt cuối thập niên 1970 và đầu thập niên 1980, ông chủ yếu làm diễn viên sân khấu và đôi khi lấn sang đóng điện ảnh. Bộ phim điện ảnh đầu tiên của ông là ngày 30 tháng 9 năm 1955 ảnh hưởng từ James Dean vào năm 1977. Vai điện ảnh tiếp theo của ông là một sinh viên năm nhất, Lawrence "Pinto" Kroger trong phim hài kinh điển Animal House (1978). Năm 1983, ông đóng vai một nạn nhân bị bắn trong chương trình truyền hình St. Elsewhere.
Đầu thập niên 1980, Hulce được chọn trong cuộc tuyển vai đầy khốc liệt (giữa David Bowie, Mikhail Baryshnikov và Kenneth Branagh) để đóng vai Mozart trong phiên bản điện ảnh chuyển thể từ vở kịch của Peter Shaffer do Miloš Forman đạo diễn. Để hóa thân vào vai Mozart, ông đã phải tập luyện chơi piano năm giờ mỗi ngày. Năm 1984, ông nhận một đề cử Oscar cho nam diễn viên chính xuất sắc nhất cho vai Mozart và để thua người đồng nghiệp cùng đóng trong phim là F. Murray Abraham. Trong bài phát biểu nhận giải, Abraham bày tỏ sự tri ân tới bạn diễn của mình, "chỉ có một thiếu sót duy nhất với tôi tối nay là có Tom Hulce đứng cạnh mình".
Hulce vẫn thường xuyên hoạt động trên sân khấu trong suốt sự nghiệp diễn xuất của mình. Ngoài Equus, ông cũng đóng trong hai vở kịch khác do Broadway sản xuất là A Memory of Two Mondays và A Few Good Men, vở kịch đã đem về cho ông một đề cử giải Tony vào năm 1990. Vào giữa thập niên 1980, ông xuất hiện trong vở kịch chính kịch về bệnh AIDS có tựa đề The Normal Heart của nhà viết kịch Larry Kramer. Năm 1992, ông đóng trong vở kịch do Shakespeare Theatre Company sản xuất là Hamlet.

## Danh sách phim
| Tựa đề                             | Năm  | Vai diễn                             | Ghi chú |
| ---------------------------------- | ---- | ------------------------------------ | --- |
| Forget-Me-Not-Lane                 | 1975 | Frank trẻ                            | Phim truyền hình |
| Song of Myself                     | 1976 | Brother                              | Phim truyền hình |
| ngày 30 tháng 9 năm 1955           | 1977 | Hanley                               | |
| Animal House                       | 1978 | Lawrence "Larry" Kroger, aka "Pinto" | |
| Those Lips, Those Eyes             | 1980 | Artie Shoemaker                      | |
| Amadeus                            | 1984 | Wolfgang Amadeus Mozart              | - David di Donatello cho nam diễn viên nước ngoài xuất sắc nhất - Đề cử — Giải Oscar cho nam diễn viên chính xuất sắc nhất - Đề cử — Giải Quả cầu vàng cho nam diễn viên phim chính kịch xuất sắc nhất |
| The Rise and Rise of Daniel Rocket | 1986 | Daniel Rocket                        | |
| Echo Park                          | 1986 | Jonathan                             | |
| Slam Dance                         | 1987 | C.C. Drood                           | |
| Dominick and Eugene                | 1988 | Dominick "Nicky" Luciano             | Đề cử — Giải Quả cầu vàng cho nam diễn viên phim chính kịch xuất sắc nhất |
| Shadow Man                         | 1988 | Shadowman/David Rubenstin            | |
| Parenthood                         | 1989 | Larry Buckman                        | |
| Murder in Mississippi              | 1990 | Mickey Schwerner                     | Phim truyền hình - Đề cử — Giải Quả cầu vàng cho nam diễn viên chính – phim truyền hình một tập hoặc loạt phim ngắn tập xuất sắc nhất - Đề cử — Giải Primetime Emmy cho nam diễn viên chính – phim truyền hình một tập hoặc loạt phim ngắn tập xuất sắc nhất                                                                                            |
| The Inner Circle                   | 1991 | Ivan Sanshin                         | |
| Fearless                           | 1993 | Brillstein                           | |
| Mary Shelley's Frankenstein        | 1994 | Henry Clerval                        | |
| Wings of Courage                   | 1994 | Antoine de Saint Exupéry             | |
| The Heidi Chronicles               | 1995 | Peter Patrone                        | Phim truyền hình - Giải Primetime Emmy cho nam diễn viên phụ – phim truyền hình một tập hoặc loạt phim ngắn tập xuất sắc nhất - Giải CableACE cho nam diễn viên phụ - phim truyền hình một tập hoặc loạt phim ngắn tập xuất sắc nhất - Đề cử — Giải Quả cầu vàng cho nam diễn viên phụ – phim truyền hình một tập hoặc loạt phim ngắn tập xuất sắc nhất |
| Thằng gù ở nhà thờ Đức Bà          | 1996 | Quasimodo                            | Voice Đề cử — Giải Annie cho Lồng tiếng xuất sắc nhất |
| Thằng gù ở nhà thờ Đức Bà II       | 2002 | Quasimodo                            | Voice Direct-to-DVD |
| A Home at the End of the World     | 2004 |                                      | Nhà sản xuất |
| Stranger Than Fiction              | 2006 | Dr. Cayly                            | |
| Jumper                             | 2008 | Mr. Bowker                           | |
| The Seagull                        | 2018 |                                      | Nhà sản xuất |